# Ênio Carvalho
Enio José Coimbra de Carvalho conhecido como Enio Carvalho (Porto Alegre, 8 de dezembro de 1940 — Porto Alegre, 20 de março de 2021) foi um ator, escritor e diretor brasileiro.

## Biografia
Nascido no Porto Alegre, Ênio Carvalho se dedicou integralmente ao teatro, atuando e dirigindo inúmeras peças teatrais.
Na edição 1990/ 1991 do Troféu Gralha Azul, Ênio Carvalho recebeu o troféu de Melhor Ator Coadjuvante por seu trabalho em As Bruxas de Salém, com direção de Marcelo Marchioro. Na edição 1993, foi premiado na categoria Melhor Ator por Sangue para uma Sombra.
Estreou na televisão nos anos 60 participando de várias telenovelas de sucesso na TV Excelsior, TV Tupi e TV Globo.
Ênio também se destaca como escritor. Dentre seus romances publicados, estão História e Formação do Ator, pela Editora Ática. e O que é Ator? (Coleção Primeiros Passos), pela Editora Brasiliense.
Teve uma rápida passagem pelo cinema, atuando em Onde os Poetas Morrem Primeiro, Navalha na Carne, Pioneers of Cinema e  As Delícias da Vida.
Sua última aparição na televisão foi no seriado Pista Dupla, na rede CNT, em Curitiba.
Em data de 27.11.2014, recebeu o título de cidadão honorário de Curitiba, homenagem proposta pelo vereador Helio Wirbiski (PPS) e oficializada por meio da lei municipal 14.468/2014.[carece de fontes?]

## Televisão
- 1965 - Pedra Redonda, 39[1] - Ari
- 1969 - Acorrentados[1] - Pedro
- 1969 - Sangue do meu Sangue[1] - Quinzinho
- 1970 - A Próxima Atração - Sílvio
- 1971 - Minha Doce Namorada[1] - Sérgio
- 1971 - Meu Pedacinho de Chão[1] - Fernando
- 1972 - O Primeiro Amor[1] - Abel
- 1973 - As Divinas... e Maravilhosas[1] - Lúcio
- 1996 - Pista Dupla[1] - Vários Personagens

## Cinema
- 1977 - Lúcio Flávio, o Passageiro da Agonia
- 1978 - O cortiço
- 1981 - As Delícias da Vida[1]
- 1994 - Pioneers of Cinema
- 1997 - Navalha na Carne
- 2001 - Onde os Poetas Morrem Primeiro[1]